# Petrophora ordinata
Petrophora ordinata là một loài bướm đêm trong họ Geometridae.